# Sant Sebastià i Calvari
Sant Sebastià i Calvari és una peça de la col·lecció permanent del Museu Nacional d'Art de Catalunya. Procedeix de la capella del refectori de la Pia Almoina de Barcelona. Va ingressar al museu com a dipòsit de Joan Ainaud i de Frederic-Pau Verrié el 1947.

## Descripció
L'artista representa sant Sebastià vestit segons la moda elegant del moment i exemplifica quasi al límit els trets estilístics del ja evolucionat corrent internacional. Corona la taula un Calvari, on es representen diversos cavalls en escorç.
El retaule de sant Sebastià remet a la darrera producció de Mates i manifesta el gran allunyament d'aquest pintor dels seus inicis artístics al costat de Pere Serra, pintor seguidor de les pautes de tipus italianitzant.